# Kosowo (województwo pomorskie)
Kosowo (kaszub. Kòsowò) – wieś kaszubska w Polsce położona w województwie pomorskim, w powiecie kartuskim, w gminie Przodkowo na Pojezierzu Kaszubskim. 
W obszar wsi wchodzą:
| Integralne części wsi Kosowo | Integralne części wsi Kosowo | Integralne części wsi Kosowo |
| SIMC                         | Nazwa                        | Rodzaj                       |
| ---------------------------- | ---------------------------- | ---------------------------- |
| 0169621                      | Krzywda                      | część wsi                    |
| 0169638                      | Osowa Góra                   | część wsi                    |

Wieś królewska w powiecie gdańskim województwa pomorskiego w II połowie XVI wieku. W latach 1975–1998 miejscowość administracyjnie należała do województwa gdańskiego.